# Ennio Morricone
Ennio Morricone, né le 10 novembre 1928 à Rome et mort le 6 juillet 2020 dans la même ville, est un compositeur, musicien, producteur, arrangeur et chef d'orchestre italien. Il a signé une partie de ses compositions sous les pseudonymes Dan Savio et Leo Nichols.
Mondialement célèbre grâce à ses musiques de films pour lesquelles il est considéré comme un des meilleurs compositeurs, il compose, entre les années 1960 et 2020, plus de 500 musiques pour le cinéma et la télévision, et vend 70 millions de disques. Parmi ses musiques les plus connues figurent celles réalisées pour la Trilogie du dollar et la Trilogie du temps de son ami Sergio Leone, ainsi que les bandes originales des films La Bataille d'Alger, Théorème, Queimada, Le Clan des Siciliens, Enquête sur un citoyen au-dessus de tout soupçon, L'Oiseau au plumage de cristal, Le Casse, La classe ouvrière va au paradis, L'Attentat, Mon nom est Personne, Peur sur la ville, Salò ou les 120 Journées de Sodome, I… comme Icare, Le Professionnel, Mission et Les Incorruptibles,,.
Au cours de sa carrière, il remporte dix David di Donatello et onze Rubans d'argent. En 1995, il est récompensé par un Lion d'honneur et, en 2007, par un Oscar d'honneur pour l'ensemble de sa carrière. Six fois nommé pour l'Oscar de la meilleure musique de film, il remporte une seule fois cette récompense pour le film Les Huit Salopards, de Quentin Tarantino. Il est académicien titulaire de l'Accademia nazionale di Santa Cecilia et membre de l'association Nuova Consonanza engagée dans la diffusion et la production de musique contemporaine en Italie. Le 27 décembre 2017, il devient chevalier grand-croix de l'ordre du Mérite de la République italienne, la seconde plus haute distinction honorifique nationale.

## Biographie

### Formation et débuts
Ennio Morricone est le fils aîné de Mario Morricone, trompettiste dans des orchestres de jazz, et de Libera Ridolfi, femme au foyer, qui lui donnent un frère et trois sœurs : Adriana, Aldo, Maria et Franca. La famille vit dans le quartier romain de Trastevere. À l'école primaire, chez les Frères Saint-Jean-Baptiste-de-La-Salle, il est dans la même classe que Sergio Leone, mais les deux enfants ne sont pas très proches et se perdent de vue.
Son père, qui le sensibilise à la musique dès ses premières années, l'inscrit en 1940 à l'Académie nationale Sainte-Cécile de Rome. Élève de Goffredo Petrassi, il y obtient un diplôme de trompette en 1946. À l'académie, il rencontre aussi Bruno Nicolai, avec lequel il se lie d'amitié et qui devient un de ses collaborateurs les plus proches tout au long de sa carrière. Il obtient ensuite les diplômes de composition, d'instrumentation et de direction d'orchestre en 1954, et débute dans la musique classique ou expérimentale dès 1953. La même année il compose son premier arrangement professionnel pour une série d'émissions radiophoniques.
En 1956, il se marie à Maria Travia, avec qui il a trois fils (dont Andrea Morricone, qui devient lui aussi compositeur et son assistant) et une fille.
Il écrit sa première œuvre classique en 1957, mais les bénéfices sont trop faibles pour lui permettre de vivre de son œuvre. Il est alors embauché à la RAI en 1958, mais il démissionne après un seul jour de travail. Sans abandonner la musique classique, il se tourne vers une musique plus populaire, qualifiée de « légère » de l'autre côté des Alpes, en écrivant de nombreux arrangements pour la RAI (groupe public de radio et télévision), et des chansons pour les vedettes de variétés de l'époque : Mina (Se telefonando), Gianni Morandi (Fatti mandare dalla mamma), Gino Paoli (Sapore di sale), Rita Pavone (T’ho conosciuto), Edoardo Vianello (O mio signore), Jimmy Fontana (Il Mondo) ou Paul Anka (Stasera resta con me).
Ces travaux le font connaître et apprécier par des artistes divers, y compris par des réalisateurs qui font appel à lui, à partir de 1960. Il débute donc en musique de film, après des arrangements et des travaux pour d'autres musiciens chevronnés. En 1961, il compose et signe sous son propre nom sa première bande originale, celle du film Mission ultra-secrète de Luciano Salce.
Il fait quelques incursions dans le domaine de la chanson en composant et en dirigeant deux albums consacrés à une diva de la chanson mondiale : sa compatriote Milva, avec l'album Dedicato A Milva Da Ennio Morricone en 1968, et à la chanteuse française Mireille Mathieu, avec l'album Mireille Mathieu chante Ennio Morricone en 1974. Il arrange aussi, la même année, plusieurs titres de l'album de Richard Cocciante Anima.
En 1971, Marc Gilbert, producteur de l'émission Italiques de l'ORTF, lui demande l'autorisation d'utiliser la musique du film À l'aube du cinquième jour, pour le générique de l'émission. Illustrée par un dessin animé de Jean-Michel Folon, elle sert dès lors de référence sur le service public.

### Compositeur de bandes originales
Auteur de musiques pour Bernardo Bertolucci, Pier Paolo Pasolini, Dario Argento ou Marco Bellocchio, il acquiert une renommée internationale et la reconnaissance quasi immédiate de ses pairs, surtout avec Sergio Leone et la partition de Pour une poignée de dollars. Réitérant avec succès sa collaboration avec Leone pour des classiques comme Le Bon, la Brute et le Truand ou Il était une fois dans l'Ouest, qui obtiennent un triomphe discographique sans précédent, ou encore avec Il était une fois la révolution, Morricone poursuit également son travail dans des domaines de plus en plus divers, touchant à tous les genres.

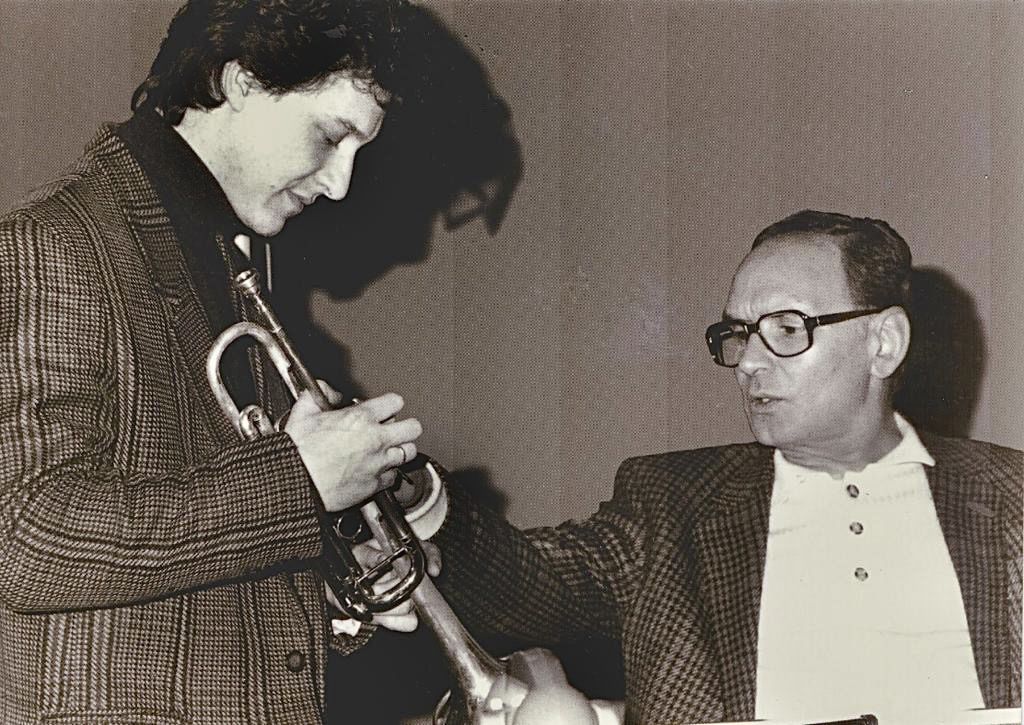
Ennio Morricone avec son ami et collaborateur préféré, le trompettiste Mauro Maur dans la salle historique d'enregistrement "Forum Studios" à Rome

Au cours des années 60, 70 et 80, son style, fait de nervosité et de lyrisme, est maintes fois imité tout en inspirant également l'univers des variétés. Le succès discographique accompagne par ailleurs souvent ses œuvres, comme la chanson Here's to you que chante Joan Baez pour Sacco et Vanzetti ou le fameux Chi Mai qui rythme Le Professionnel avec Jean-Paul Belmondo. Il compose par ailleurs la bande originale de succès tels que Le Clan des Siciliens en 1969, 1900, Les Moissons du ciel, Le Pré, Il était une fois en Amérique, ou encore Mission, pour lequel il est nommé aux Oscars. Dans les années 2000, il compose notamment pour la télévision italienne (Padre Pio en 2001, Cefalonia en 2005).
Musicien infatigable et inclassable, son style éclectique allie mysticisme, sensibilité, poésie, force et lyrisme. Il est récompensé à de nombreuses reprises durant sa carrière : BAFTA de la meilleure musique de film en 1987, plusieurs Nastri D'argento, cinq nominations aux Oscars, trois Golden Globes, un Grammy Award et un Lion d'or du Festival de Venise. Il est également distingué par des titres honorifiques : le président italien Carlo Azeglio Ciampi lui décerne la Medaglia di prima Classe di Benemerito dell'Arte e della Cultura en 2000, et le président français Nicolas Sarkozy le fait chevalier de la Légion d'honneur en 2009.
Durant la 79e cérémonie des Oscars à Los Angeles en 2007, il est récompensé par un Oscar d'honneur pour l'ensemble de sa carrière.
En 2015, il compose la bande originale du film Les Huit Salopards de Quentin Tarantino, grand admirateur de ses compositions, souvent réutilisées pour ses films. C'est un retour au western pour le compositeur, après un arrêt de 40 ans. Cette composition lui vaut une sixième nomination aux Oscars, qu'il remportera pour la première fois, à l'âge de 87 ans.

### Compositeur de musique «absolue»

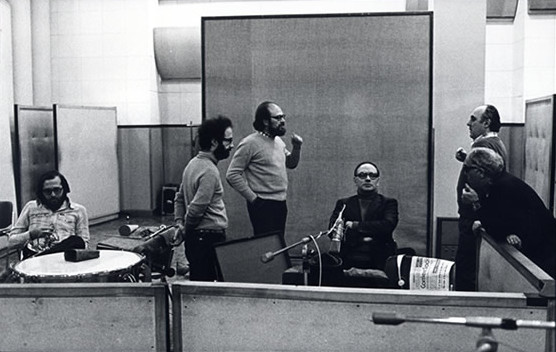
En studio avec Nuova Consonanza vers 1976 (Morricone est assis à droite).

Sa musica assoluta, terme utilisé par le compositeur pour désigner sa musique de concert (en réaction à la musica applicata, appliquée à un sujet, par exemple le scénario d'un film), débute en 1946. En 1965, il intègre le groupe d'improvisation et de composition avant-gardiste Nuova Consonanza.
Il compose un nombre important de pièces de musique de chambre et pour orchestre (plus de 120 opus), telles que Concerto pour orchestre en 1957, Concerto pour flûte et violoncelle en 1983, Cantate pour l'Europe en 1988, Terzo concerto pour guitare, marimba et cordes créé par l'Orchestre symphonique français dirigé par Laurent Petitgirard en 1992 ou encore Voci del Silenzio en 2002 (œuvre chorale dirigée notamment par Riccardo Muti au festival de Ravenne). En 1991, il dédie son concerto pour trompette en ut (1991) au trompettiste soliste Mauro Maur, un de ses musiciens préférés, et collaborateur quotidien pendant 20 ans.
De 2012 à 2015, il compose une messe intitulée Missa Papae Francisci. Dédiée au pape François. Elle est écrite à l’occasion du bicentenaire du rétablissement de la Compagnie de Jésus.

### Le chef d'orchestre

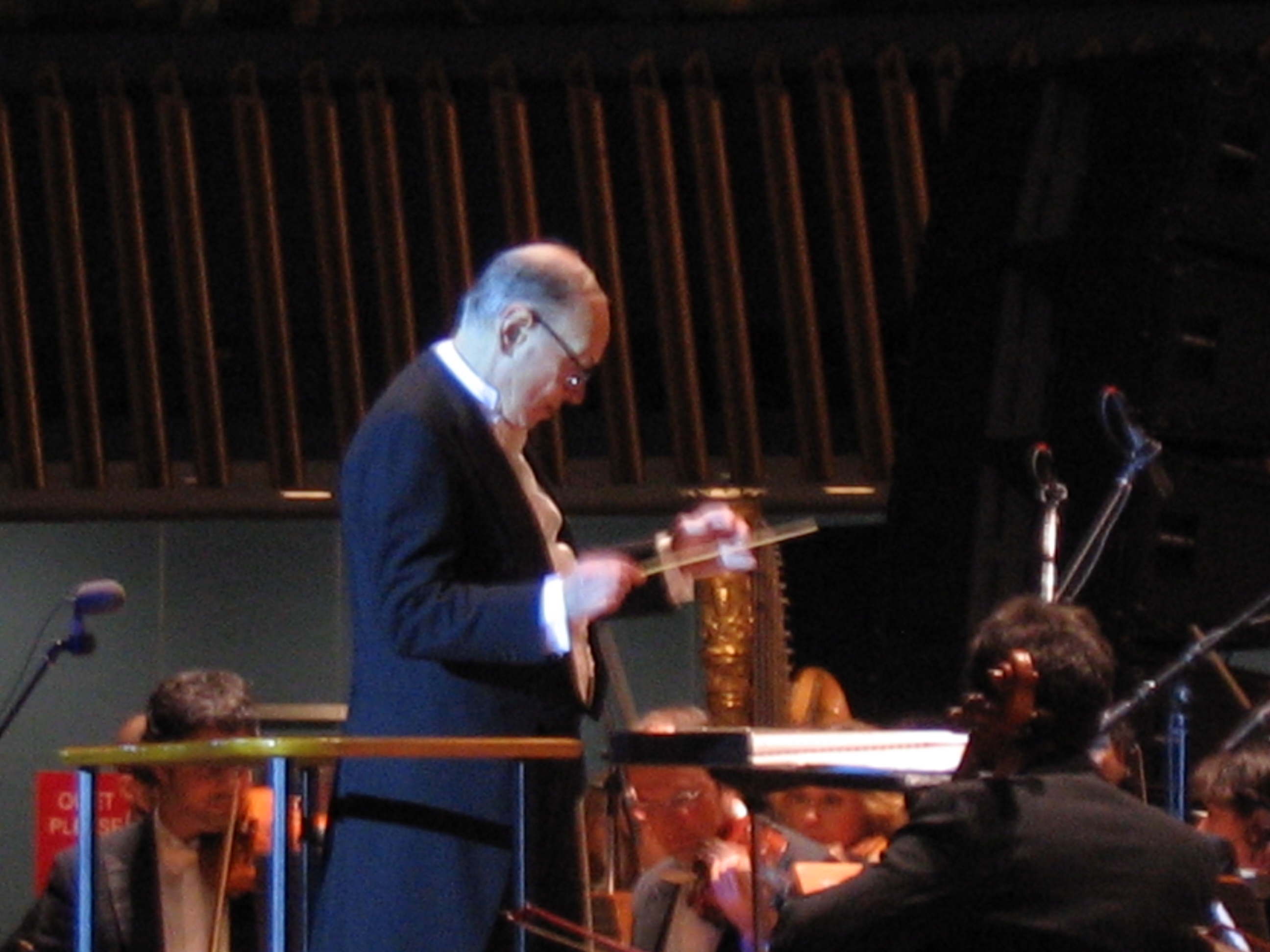
Ennio Morricone au siège des Nations unies.

Déjà en 1992 Ennio Morricone renoue avec la direction orchestrale, dirigeant son concerto pour trompette et orchestre, dédié et exécuté par Mauro Maur, son trompettiste préféré et ami, avec l’Orchestra Sinfonica de Bari à l’Auditorium Nino Rota. À partir de 2001, Ennio Morricone ralentit son activité cinématographique et entame une tournée musicale avec des dates européennes à Vérone, Paris, Londres au Royal Albert Hall en 2003 puis dans le monde entier. Il se produit principalement à la tête de l'Orchestre symphonique national de la RAI ou de l'orchestre Roma Sinfonietta, accompagné d'une centaine de choristes, dirigeant des morceaux tirés de ses compositions, pour des films à succès tels Mission ou Cinema Paradiso, ou pour des films moins connus, tels Malèna, Vatel ou ceux de Roberto Faenza.
En 2004 il enregistre un disque avec le violoncelliste Yo Yo Ma contenant ses thèmes à succès. Le 2 février 2007, il dirige l'orchestre Roma Sinfonietta pour un concert au siège des Nations unies célébrant la prise de fonctions du secrétaire général Ban Ki-moon.
Lors d'un concert dédié à la mémoire de Jean-Paul II en 2007 à Cracovie, il interprète avec ce même orchestre un oratorio basé sur un texte et un poème de l'ancien souverain pontife.

### Mort
Ennio Morricone meurt le 6 juillet 2020 à l'université de Rome « Campus bio-médical », des suites d'une chute ayant provoqué une fracture du fémur, à l'âge de 91 ans,,, « avec le soutien de la foi », selon son avocat. Dans un texte posthume, le compositeur déclare « je suis mort » et il exprime son amour pour ses proches, particulièrement pour sa femme. Il est inhumé dans un caveau provisoire au cimetière de Laurentino, à Rome, avant d'être transféré dans une chapelle définitive quelques années après.

## Œuvres
Ennio Morricone a composé la musique de plus de 500 films et programmes télévisés, et vendu plus de 70 millions de disques dans le monde, tous genres confondus,.
Certains d'entre eux, par leur importance dans la carrière du compositeur ou la singularité de l'utilisation de la musique, méritent une attention particulière.

### Pour une poignée de dollars(1964)

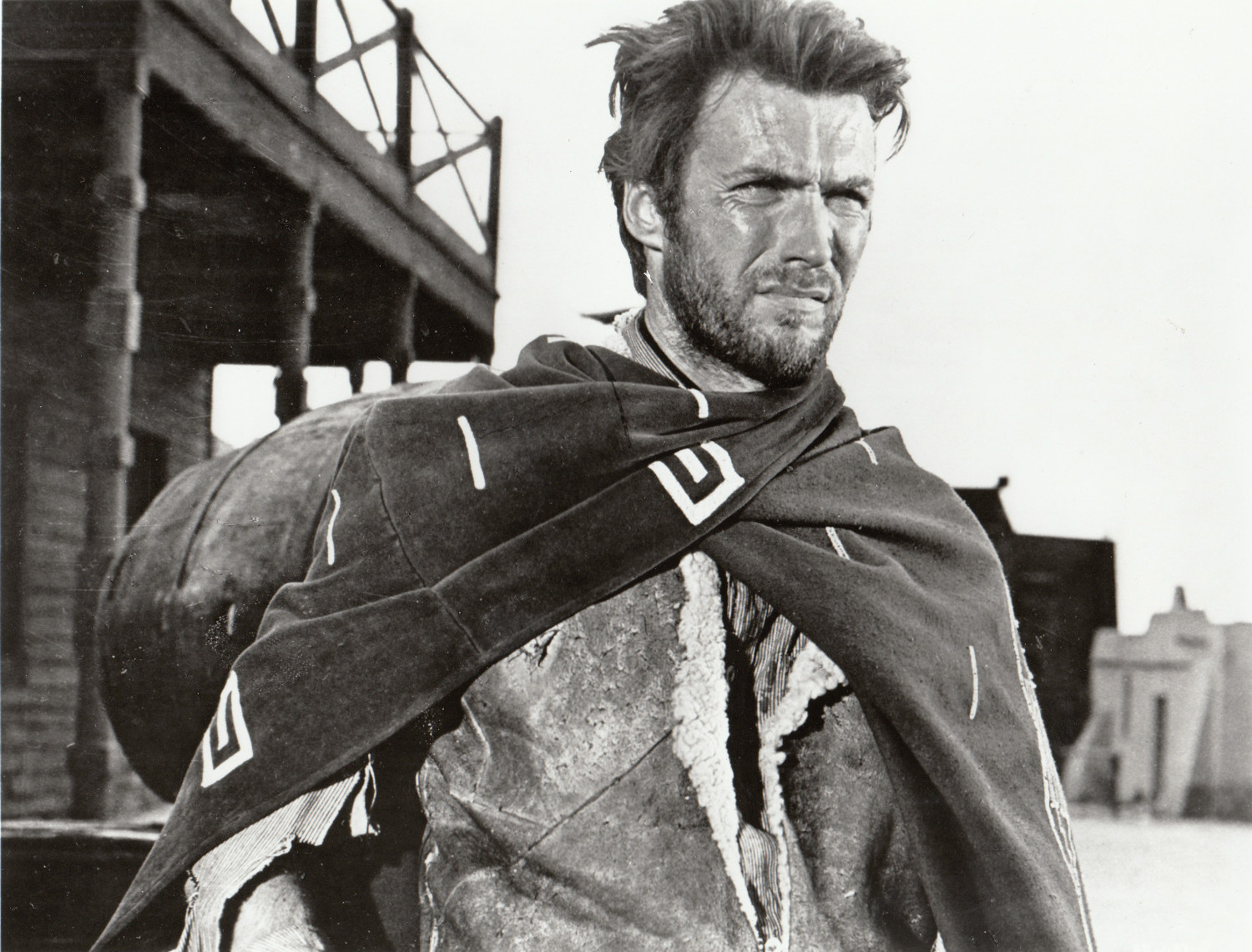
Clint Eastwood dans Pour une poignée de dollars.

Seulement trois ans après ses débuts pour le cinéma, Morricone rencontre un succès international lors de sa première collaboration avec Sergio Leone. Ce western spaghetti est signé sous le pseudonyme Dan Savio, nom qu'il reprendra (avec celui de Leo Nichols) par la suite dans les années 1960 (certains producteurs de ce genre de cinéma voulant faire croire à des films américains).
La musique du générique d'ouverture est née de la volonté du compositeur de reproduire une atmosphère de vie quotidienne dans une campagne de nature archaïque dominée par l'homme. Le thème principal est, lui, inspiré de la mélodie d'une chanson de marins composée pour la télévision, sur laquelle la trompette recrée l'atmosphère militaire mexicaine que Leone avait en tête : ce dernier demandait à l'origine une reprise du thème Deguello de Rio Bravo composé par Dimitri Tiomkin (utilisée comme musique temporaire lors du montage,).
L'expérimentation musicale du compositeur se traduit ici de plusieurs manières, d'une part, par l'utilisation musicale de bruits (le sifflement et le fouet représentant la campagne pour le citadin, la cloche la ville pour le campagnard), aussi par la combinaison de sons de la nature, de celui de la guitare électrique et de celui de l'orchestre, enfin, par la contribution narrative de la partition. Elle aide ainsi à définir les personnages, à appuyer l'opposition entre l'homme sans nom (Clint Eastwood) et son antagoniste (Gian Maria Volonté).

### Enquête sur un citoyen au-dessus de tout soupçon(1970)
La prédilection commune pour une musique agressive et volontairement pompière, pour les marches grotesques, pour « l'aliénation brechtienne », font de l'union entre Elio Petri et Morricone l'une des plus productives, quantitativement et qualitativement, du cinéma italien ; la bande originale d'Enquête sur un citoyen au-dessus de tout soupçon, qui semble avoir fait une impression considérable sur Stanley Kubrick, en représente l'une de plus reconnaissables. Ici, la contamination entre les sphères classique et populaire (par exemple, la mandoline jouée comme s'il s'agissait d'un clavecin) avec des inclusions rythmiquement imprévisibles de la guimbarde, du saxophone soprano et de la contrebasse électrique sont parfaitement fonctionnels pour accompagner les convulsions de la psyché perturbée du protagoniste.

### L'Oiseau au plumage de cristal(1970)
Ce giallo est le premier film du réalisateur Dario Argento et des trois films pour lesquels ils collaboreront. L'attrait de Morricone pour l'atonalité trouve ici un canevas idéal dans la vision abstraite, d'avant-garde du réalisateur : ainsi, les moments dramatiques et traumatiques de ce thriller horrifique permettent un anti-conventionnalisme de la musique, utilisé jusque-là (et surtout à cette époque) dans la musique expérimentale de concert. Ces moments sont mis en valeur par la présence de séquences à compositions tonales, plus « traditionnelles », et par l'utilisation du silence.
La technique du re-recording est utilisée de façon créative pour la première fois par le compositeur grâce à l'enregistrement multipistes sur bande magnétique. Chacune des 16 pistes est alors dédiée à la captation de motifs quasi similaires se succédant de façon aléatoire.

### Il était une fois en Amérique(1984)
Ce film est l'ultime collaboration entre Ennio Morricone et Sergio Leone, qui mourra cinq ans plus tard d'une crise cardiaque. Le compositeur, s'appuyant sur le scénario (et sur des thèmes composés mais non utilisés pour un film de Franco Zeffirelli), écrit et enregistre la musique en 1976, soit sept ans avant le début du tournage du film. Leone, comme dans Il était une fois dans l'Ouest, l'utilise sur le tournage à la manière des musiciens de plateau des années 1920 pour aider les acteurs à trouver les émotions adéquates.
La partition se veut discrète et empreinte de nostalgie : le film utilisant des alternances entre les époques à l'aide de flashbacks (retours en arrière) et de flashforwards (sauts en avant), la musique établit un lien temporel. De plus, les thèmes musicaux (Poverty, Deborah, Cockeye et Friendship) sont réutilisés plusieurs fois lors de scènes complètement différentes, créant ainsi des atmosphères diverses tout au long du film.
L'utilisation de la flûte de pan (jouée par le virtuose Gheorghe Zamfir pour le thème de Cockeye) n'est pas sans rappeler celle de l'harmonica dans Il était une fois dans l'Ouest. Edda Dell'Orso, soprano du thème principal de ce même film, prête ici sa voix pour le thème de Deborah.
Dans une des scènes du film, Noodles (Robert De Niro) visite l'endroit d'où il épiait Deborah s'entraînant à la danse. Le thème de la jeune fille intervient alors, mais rapidement la mélodie d'Amapola (chanson populaire espagnole) se fait entendre, ce qui plonge le personnage dans ses souvenirs. Sans aucun dialogue, la scène démontre leur amour impossible, comme dans la chanson.

## Publication
- 2018 : Ma musique, ma vie : à la recherche de ce son, entretiens avec le compositeur Alessandro De Rosa, trad. de Florence Rigollet, Paris, éditions Séguier, 624 p.  (ISBN 978-2-84049-757-8)

## Distinctions
En 2010, il reçoit le prix Polar Music.
Le 26 février 2016, il obtient son étoile sur le Hollywood Walk of Fame (2 574e étoile). Quelques jours plus tard, en remportant l'Oscar de la meilleure musique de film pour Les Huit Salopards, il devient, à l'âge de 87 ans, le plus vieux récipiendaire de toute l'histoire des Oscars, et cela neuf ans après avoir reçu un Oscar d'honneur « en reconnaissance de ses contributions magnifiques et multiples à l'art de la musique de film. »

### Récompenses et nominations
| Récompense                  | Année | Film                                                 | Catégorie | Résultat   |
| --------------------------- | ----- | ---------------------------------------------------- | --- | ---------- |
| Academy Awards              | 1979  | Les Moissons du ciel                                 | Oscar de la meilleure musique de film                                                                              | Nomination |
| Academy Awards              | 1986  | Mission                                              | Oscar de la meilleure musique de film                                                                              | Nomination |
| Academy Awards              | 1987  | Les Incorruptibles                                   | Oscar de la meilleure musique de film                                                                              | Nomination |
| Academy Awards              | 1991  | Bugsy                                                | Oscar de la meilleure musique de film                                                                              | Nomination |
| Academy Awards              | 2000  | Malèna                                               | Oscar de la meilleure musique de film                                                                              | Nomination |
| Academy Awards              | 2007  | Oscar d'honneur pour l'ensemble de sa carrière       | Oscar d'honneur pour l'ensemble de sa carrière                                                                     | Lauréat    |
| Academy Awards              | 2016  | Les Huit Salopards                                   | Oscar de la meilleure musique de film                                                                              | Lauréat    |
| British Academy Film Awards | 1980  | Les Moissons du ciel                                 | Meilleure musique de film                                                                                          | Lauréat    |
| British Academy Film Awards | 1985  | Il était une fois en Amérique                        | Meilleure musique de film                                                                                          | Lauréat    |
| British Academy Film Awards | 1987  | Mission                                              | Meilleure musique de film                                                                                          | Lauréat    |
| British Academy Film Awards | 1988  | Les Incorruptibles                                   | Meilleure musique de film                                                                                          | Lauréat    |
| British Academy Film Awards | 1991  | Cinema Paradiso                                      | Meilleure musique de film (nomination partagée avec son fils Andrea, compositeur du thème d'amour)                 | Lauréat    |
| British Academy Film Awards | 2016  | Les Huit Salopards                                   | Meilleure musique de film                                                                                          | Lauréat    |
| Césars du cinéma            | 1980  | I... comme Icare                                     | César de la meilleure musique originale                                                                            | Nomination |
| Césars du cinéma            | 1982  | Le Professionnel                                     | César de la meilleure musique originale                                                                            | Nomination |
| Césars du cinéma            | 2016  | En mai, fais ce qu'il te plaît                       | César de la meilleure musique originale                                                                            | Nomination |
| Golden Globes Awards        | 1982  | Butterfly                                            | Meilleure chanson originale pour It's Wrong For Me To Love You (nomination partagée avec Carol Connors, parolière) | Nomination |
| Golden Globes Awards        | 1985  | Il était une fois en Amérique                        | Meilleure musique de film                                                                                          | Nomination |
| Golden Globes Awards        | 1987  | Mission                                              | Meilleure musique de film                                                                                          | Lauréat    |
| Golden Globes Awards        | 1988  | Les Incorruptibles                                   | Meilleure musique de film                                                                                          | Nomination |
| Golden Globes Awards        | 1990  | Outrages                                             | Meilleure musique de film                                                                                          | Nomination |
| Golden Globes Awards        | 1992  | Bugsy                                                | Meilleure musique de film                                                                                          | Nomination |
| Golden Globes Awards        | 2000  | La Légende du pianiste sur l'océan                   | Meilleure musique de film                                                                                          | Lauréat    |
| Golden Globes Awards        | 2001  | Malèna                                               | Meilleure musique de film                                                                                          | Nomination |
| Golden Globes Awards        | 2016  | Les Huit Salopards                                   | Meilleure musique de film                                                                                          | Lauréat    |
| Grammy Awards               | 1988  | Les Incorruptibles                                   | Best Album or Original Instrumental Background Score written for a Motion Picture or Television                    | Lauréat    |
| Grammy Awards               | 1995  | Wolf                                                 | Best Score Soundtrack for Visual Media                                                                             | Nomination |
| Grammy Awards               | 1997  | Marchand de rêves                                    | Best Score Soundtrack for Visual Media                                                                             | Nomination |
| Grammy Awards               | 1999  | Bulworth                                             | Best Score Soundtrack for Visual Media                                                                             | Nomination |
| Grammy Awards               | 2009  | Le Bon, la Brute et le Truand                        | Grammy Hall of Fame                                                                                                | Lauréat    |
| Grammy Awards               | 2014  | Grammy Trustees Award pour l'ensemble de sa carrière | Grammy Trustees Award pour l'ensemble de sa carrière                                                               | Lauréat    |
| Nastro d'argento            | 1964  | Pour une poignée de dollars                          | Meilleure musique de film                                                                                          | Lauréat    |
| Nastro d'argento            | 1970  | Disons, un soir à dîner                              | Meilleure musique de film                                                                                          | Lauréat    |
| Nastro d'argento            | 1972  | Sacco et Vanzetti                                    | Meilleure musique de film                                                                                          | Lauréat    |
| Nastro d'argento            | 1985  | Il était une fois en Amérique                        | Meilleure musique de film                                                                                          | Lauréat    |
| Nastro d'argento            | 1988  | Les Incorruptibles                                   | Meilleure musique de film                                                                                          | Lauréat    |
| Nastro d'argento            | 1999  | La Légende du pianiste sur l'océan                   | Meilleure musique de film                                                                                          | Lauréat    |
| Nastro d'argento            | 2000  | Canone Inverso                                       | Meilleure musique de film                                                                                          | Lauréat    |
| Nastro d'argento            | 2001  | Malèna                                               | Meilleure musique de film                                                                                          | Nomination |
| Nastro d'argento            | 2004  | Al cuore si comanda                                  | Meilleure musique de film (nomination partagée avec son fils Andrea)                                               | Nomination |
| Nastro d'argento            | 2007  | L'Inconnue                                           | Meilleure musique de film                                                                                          | Lauréat    |
| Nastro d'argento            | 2008  | I demoni di San Pietroburgo                          | Meilleure musique de film                                                                                          | Lauréat    |
| Nastro d'argento            | 2010  | Baarìa                                               | Meilleure musique de film                                                                                          | Lauréat    |
| Nastro d'argento            | 2013  | The Best Offer                                       | Meilleure musique de film                                                                                          | Lauréat    |

### Décorations
- Chevalier grand-croix de l'ordre du Mérite de la République italienne
- Médaille du mérite de la culture et de l'art (Italie)
- Chevalier de la Légion d'honneur (France)
- Quatrième classe de l'ordre du Soleil levant (Japon)
- Médaille du Pontificat, du pape François[32]

## Hommages d'autres artistes
- En 1971, Michel Polnareff compose la bande originale du film La Folie des grandeurs. Le thème principal est un hommage à Ennio Morricone et à ses musiques de westerns-spaghetti des années 1960-1970 et, plus particulièrement, aux musiques des films de Sergio Leone.

Quentin Billard écrit : « Très inspiré du style de Morricone même jusque dans les harmonies employées et dans le choix de l'instrumentation, on retrouve dans la musique de Polnareff les chœurs épiques et les fameux riffs de guitare électrique typiques des travaux de Morricone dans ces années-là, le tout agrémenté de percussions enjouées et un ensemble instrumental évoquant les chevauchées de cow-boys dans le Far-West d'antan. »
- Depuis 1983, le groupe Metallica utilise régulièrement The Ecstasy of Gold (Le Bon, la Brute et le Truand) comme introduction lors de ses concerts. Le morceau est sur les albums live Through The Never, S&M et Français pour une nuit. De plus, Metallica a repris à sa sauce le morceau sur l'album hommage à Morricone We All Love Ennio Morricone (en).
- Le groupe Muse reprend également le thème de l’homme à l’harmonica en introduction de son titre Knights of Cydonia pour tous ses concerts.
- En 2007, Céline Dion chante aux Oscars en hommage à Ennio Morricone.
- En 2011, Turn Loose The Mermaids, dans Imaginaerum, le 7e album de Nightwish.
- En 2020, le rappeur belge Isha lui rend hommage dans le son « décorer les murs » sur l’album La vie augmente, vol 3.

## Postérité
Ennio Morricone est représenté sur une pièce de 5 euros. L'hommage de la monnaie d'État à Rome se décline en deux versions : en argent (8 000 pièces) et bimétallique (10 000 pièces). La pièce, qui fait partie de la Collezione Numismatica 2021 série Grands artistes italiens, est une œuvre de l'artiste de la Zecca, Maria Angela Cassol (graveuse). Le recto montre un portrait de Morricone, entouré de Repubblica Italiana et du nom du graveur Cassol, et le verso montre les mains du maestro en train de diriger.
L'astéroïde (152188) Morricone porte son nom.